# 677-es busz
A szigetszentmiklósi 677-es jelzésű autóbusz a Városháza és a Teleki utca között közlekedett, a település egyik helyi járataként. A viszonylatot a Volánbusz üzemeltette.

## Története
Korábban 2628-as számú helyi járatként közlekedett. 2007. december 9-én ez a vonal is megkapta – a 800-as járatok után – a háromjegyű számozást, és a Csepel, Koltói Anna (ma Vermes Miklós) utca végállomástól a József Attila-telep érintésével a Béke utcáig közlekedő viszonylat a 677-es jelzést kapta. Később[mikor?] útvonala lerövidült, Budapest és a József Attila-telep érintése nélkül közlekedett.
2019. július 1-jétől 279B és 280B jelzéssel közlekedik.

## Megállóhelyei
| 0 | Városháza (iskola) induló végállomás |                                                          |
| 1 | Rákóczi utca                         |                                                          |
| 2 | Föveny utca                          |                                                          |
| 3 | Béke utca                            |                                                          |
| 4 | Teleki utca                          |                                                          |
| 5 | Sport utca                           |                                                          |
| 6 | Dunaharaszti utca                    |                                                          |
| 7 | Sport Vendéglő                       |                                                          |
| 9 | Városháza érkező végállomás          | 38, 238, 279, 280 673, 674, 675, 676, 682, 684, 689, 691 |